# Mauth
Mauth is een gemeente in de Duitse deelstaat Beieren, en maakt deel uit van het Landkreis Freyung-Grafenau.
Mauth telt 2.195 inwoners.
De plaats Heinrichsbrunn maakt deel uit van de gemeente Mauth.
Eppenschlag ·
Freyung ·
Fürsteneck ·
Grafenau ·
Grainet ·
Haidmühle ·
Hinterschmiding ·
Hohenau ·
Innernzell ·
Jandelsbrunn ·
Mauth ·
Neureichenau ·
Neuschönau ·
Perlesreut ·
Philippsreut ·
Ringelai ·
Röhrnbach ·
Saldenburg ·
Sankt Oswald-Riedlhütte ·
Schöfweg ·
Schönberg ·
Spiegelau ·
Thurmansbang ·
Waldkirchen ·
Zenting